# زینو-واچ
زینو-واچ (انگلیسی: Zeno-Watch) شرکت ساعت‌سازی سوئیسی است، که در سال ۱۸۶۸ توسط ژول گودات تأسیس شد.